# Katedrála v Uppsale
Katedrála v Uppsale (švédsky: Uppsala domkyrka) je sídelní katedrálou arcibiskupa z Uppsaly, primase švédského a hlavy švédské církve. S výškou 119 metrů se jedná o nejvyšší kostel ve Skandinávii. Jako nejvýznamnější kostel v zemi a sídlo arcibiskupa byla katedrála tradičním místem pro korunovace švédských panovníků až do roku 1620, kdy byla na této pozici vystřídána katedrálou ve Stockholmu. Posledním korunovaným králem v Uppsale byl v roce 1617 Gustav II. Adolf.
Vzhledem ke svému významu byla katedrála pohřebním místem několika členů královské rodiny a arcibiskupů.
Králové a královny pohřbení v katedrále:
- král Gustav I. (1495–1560)
- Kateřina Sasko-Lauenburská (1513–1535)
- Markéta Eriksdotter Leijonhufvud (1516–1551)
- Kateřina Stenbock (1535–1621)
- král Jan III. (1537–1592)
- Kateřina Jagellonská (1525–1583)
- Gunilla Bielke (1568–1597)